# Gauchin-Verloingt
Gauchin-Verloingt est une commune française située dans le département du Pas-de-Calais en région Hauts-de-France. Ses habitants sont appelés les Gauchinois.
La commune fait partie de la communauté de communes du Ternois qui regroupe 103 communes et compte 37 469 habitants en 2021.

## Géographie

### Localisation
Localisée dans le sud du département du Pas-de-Calais, Gauchin-Verloingt est une commune de la vallée de la Ternoise limitrophe, au sud-ouest, de la commune de Saint-Pol-sur-Ternoise (aire d'attraction) et située, à vol d'oiseau, à 34 km au nord-ouest de la commune d’Arras (chef-lieu d'arrondissement et préfecture du Pas-de-Calais).
Le territoire de la commune est limitrophe de ceux de cinq communes.
Les communes limitrophes sont Troisvaux, Ramecourt, Saint-Pol-sur-Ternoise, Croix-en-Ternois et Hernicourt.

### Géologie et relief
La superficie de la commune est de 5,92 km2 ; son altitude varie de 75  à   141 m.

### Hydrographie
Le territoire de la commune est situé dans le bassin Artois-Picardie.
La commune est traversée par la Ternoise, un cours d'eau naturel non navigable de 41,43 km, qui prend sa source dans la commune d'Ostreville et conflue dans la Canche dans la commune d'Huby-Saint-Leu.

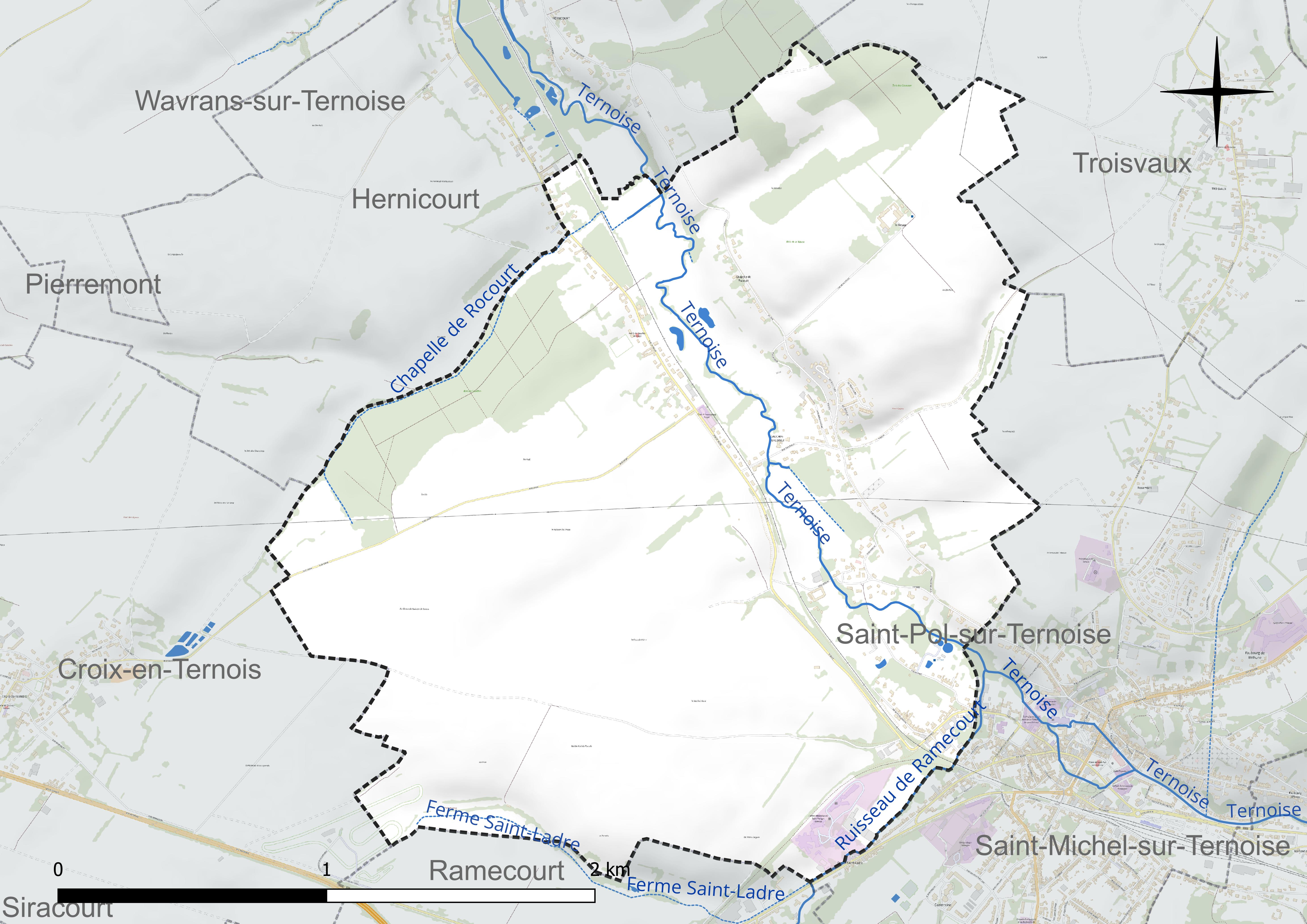
Réseau hydrographique de Gauchin-Verloingt.

Trois autres petits cours d'eau courent sur la commune :
- le Ruisseau de Ramecourt, d'une longueur de 4,44 km, qui prend sa source dans la commune de Ramecourt et se jette dans la Ternoise au niveau de la commune de Saint-Pol-sur-Ternoise[5] ;
- le Chapelle de Rocourt, d'une longueur de 1,97 km, qui prend sa source dans la commune et se jette dans la Ternoise au niveau de la commune[6] ;
- le Ferme Saint-Ladre, d'une longueur de 1,59 km, qui prend sa source dans la commune et se jette dans le Ruisseau de Ramecourt au niveau de la commune[7].

### Climat
Pour des articles plus généraux, voir Climat des Hauts-de-France et Climat du Pas-de-Calais.
En 2010, le climat de la commune est de type climat océanique dégradé des plaines du Centre et du Nord, selon une étude du CNRS s'appuyant sur une série de données couvrant la période 1971-2000. En 2020, Météo-France publie une typologie des climats de la France métropolitaine dans laquelle la commune est exposée à un climat océanique et est dans la région climatique Côtes de la Manche orientale, caractérisée par un faible ensoleillement (1 550 h/an) ; forte humidité de l’air (plus de 20 h/jour avec humidité relative > 80 % en hiver), vents forts fréquents.
Pour la période 1971-2000, la température annuelle moyenne est de 10,2 °C, avec une amplitude thermique annuelle de 13,6 °C. Le cumul annuel moyen de précipitations est de 846 mm, avec 12,8 jours de précipitations en janvier et 9,2 jours en juillet. Pour la période 1991-2020, la température moyenne annuelle observée sur la station météorologique la plus proche, située sur la commune de Humières à 7 km à vol d'oiseau, est de 10,9 °C et le cumul annuel moyen de précipitations est de 856,9 mm,. Pour l'avenir, les paramètres climatiques de la commune estimés pour 2050 selon différents scénarios d'émission de gaz à effet de serre sont consultables sur un site dédié publié par Météo-France en novembre 2022.

### Paysages
Pour un article plus général, voir Paysage en France.
La commune s'inscrit dans les « paysages du Ternois » tels qu’ils sont définis dans l’atlas de paysages de la région Nord-Pas-de-Calais, conçu par la direction régionale de l'Environnement, de l'Aménagement et du Logement (DREAL),.
Ces paysages, qui concernent 138 communes avec trois pôles d’attraction que sont Hesdin à l'ouest, Saint-Pol-sur-Ternoise à l’est et, dans une moindre mesure, Frévent en lisière sud, sont délimités par deux cours d’eau : la Canche au Sud et la Ternoise au Nord. Ces paysages sont composés de plateaux, de vallées et de bocages. Les plateaux du Ternois montrent une structure tabulaire assez plane et une altitude assez régulière avec des points culminants entre 150  à   160 m.
Le territoire d’une vingtaine de kilomètres du Nord au Sud et d’Est en Ouest, est traversé par la D 939 reliant Saint-Pol-sur-Ternoise à Hesdin, par la D 912 entre Saint-Pol-sur-Ternoise et Frévent et par la ligne ferroviaire de Saint-Pol-sur-Ternoise à Étaples dans la vallée de la Canche. La position excentrée, en l’absence de grands axes autoroutiers ou ferrés structurants, a permis au Ternois de conserver un caractère rural et une certaine qualité de paysage.
Au niveau de l’occupation des sols, les surfaces cultivées sont omniprésentes sur les plateaux, avec majoritairement la culture de la betterave et de la pomme de terre, et représentent près de 72 % de la surface totale de ces paysages du Ternois, les espaces artificialisés, cantonnés dans les fonds de vallée, représentent 13 % et les surfaces boisées, présentes dans les deux principales vallées de la Ternoise et de la Canche, ne représentent que 6 %.

### Milieux naturels et biodiversité

#### Zones naturelles d'intérêt écologique, faunistique et floristique
L’inventaire des zones naturelles d'intérêt écologique, faunistique et floristique (ZNIEFF) a pour objectif de réaliser une couverture des zones les plus intéressantes sur le plan écologique, essentiellement dans la perspective d’améliorer la connaissance du patrimoine naturel national et de fournir aux différents décideurs un outil d’aide à la prise en compte de l’environnement dans l’aménagement du territoire.
Le territoire communal comprend une ZNIEFF de type 2 : la vallée de la Ternoise et ses versants de Saint-Pol-sur-Ternoise à Hesdin et le vallon de Bergueneuse. Cette ZNIEFF, située au nord d'une ligne allant de Saint-Pol-sur-Ternoise à Hesdin, d’une superficie de 9 502 ha et d'une altitude variant de 22  à   90 m, présente des fonds de vallées, des coteaux crayeux et des zones prairiales.

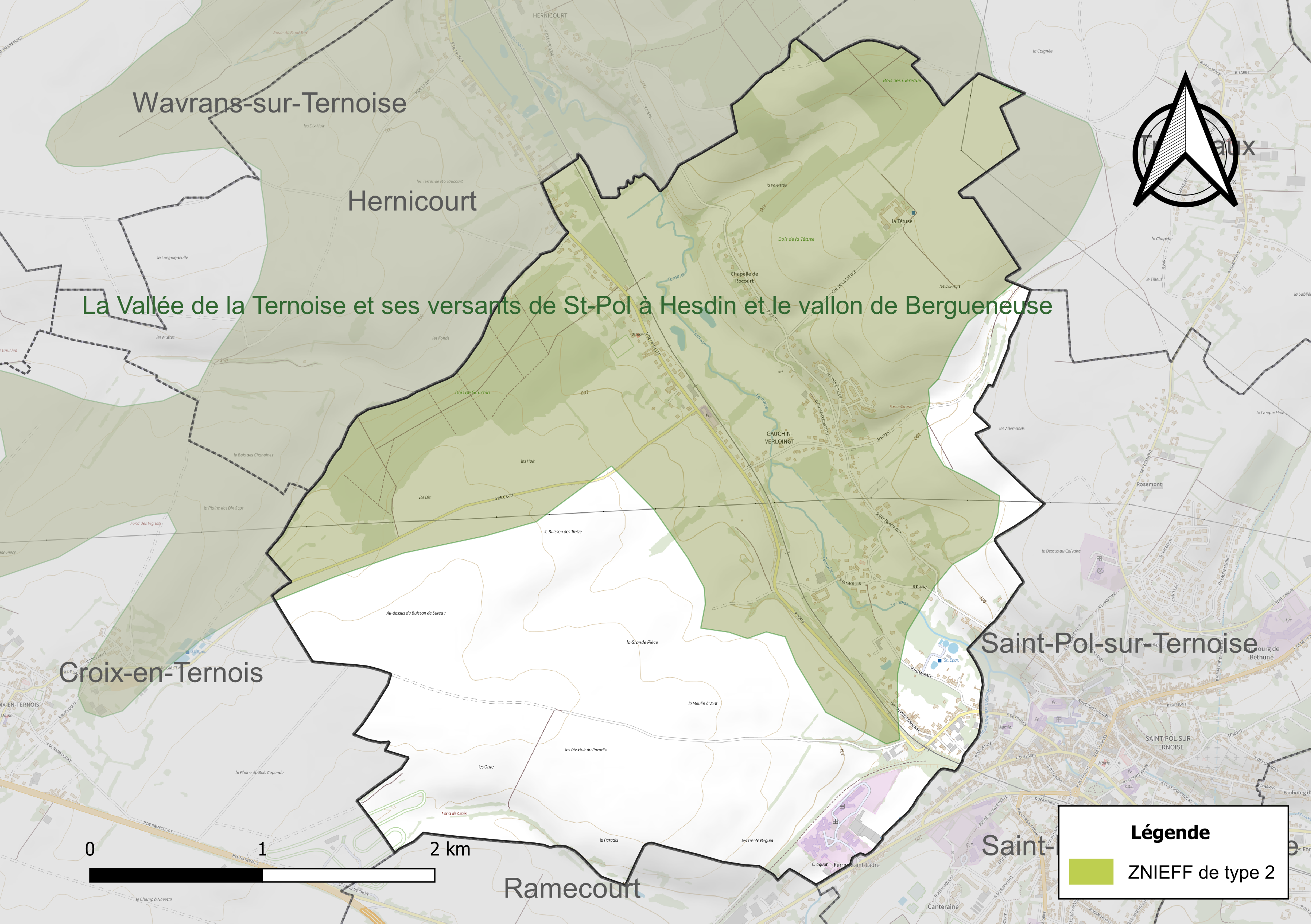
Carte de la ZNIEFF sur la commune.

#### Espèces faunistiques et floristiques
Le site de l’Inventaire national du patrimoine naturel (INPN) recense 284 espèces faunistiques et floristiques sur le territoire de la commune dont 31 protégées et 6 taxons (espèces et sous-espèces) menacées et quasi-menacées.

## Urbanisme

### Typologie
Au 1er janvier 2024, Gauchin-Verloingt est catégorisée petite ville, selon la nouvelle grille communale de densité à sept niveaux définie par l'Insee en 2022.
Elle appartient à l'unité urbaine de Saint-Pol-sur-Ternoise, une agglomération intra-départementale regroupant huit  communes, dont elle est une commune de la banlieue,,. Par ailleurs la commune fait partie de l'aire d'attraction de Saint-Pol-sur-Ternoise, dont elle est une commune du pôle principal,. Cette aire, qui regroupe 72 communes, est catégorisée dans les aires de moins de 50 000 habitants,.

### Occupation des sols
L'occupation des sols de la commune, telle qu'elle ressort de la base de données européenne d’occupation biophysique des sols Corine Land Cover (CLC), est marquée par l'importance des territoires agricoles (88,9 % en 2018), une proportion identique à celle de 1990 (88,9 %). La répartition détaillée en 2018 est la suivante : 
terres arables (68,4 %), prairies (13,2 %), zones agricoles hétérogènes (7,3 %), forêts (5,5 %), zones urbanisées (4,5 %), zones industrielles ou commerciales et réseaux de communication (1,1 %). L'évolution de l’occupation des sols de la commune et de ses infrastructures peut être observée sur les différentes représentations cartographiques du territoire : la carte de Cassini (XVIIIe siècle), la carte d'état-major (1820-1866) et les cartes ou photos aériennes de l'IGN pour la période actuelle (1950 à aujourd'hui).

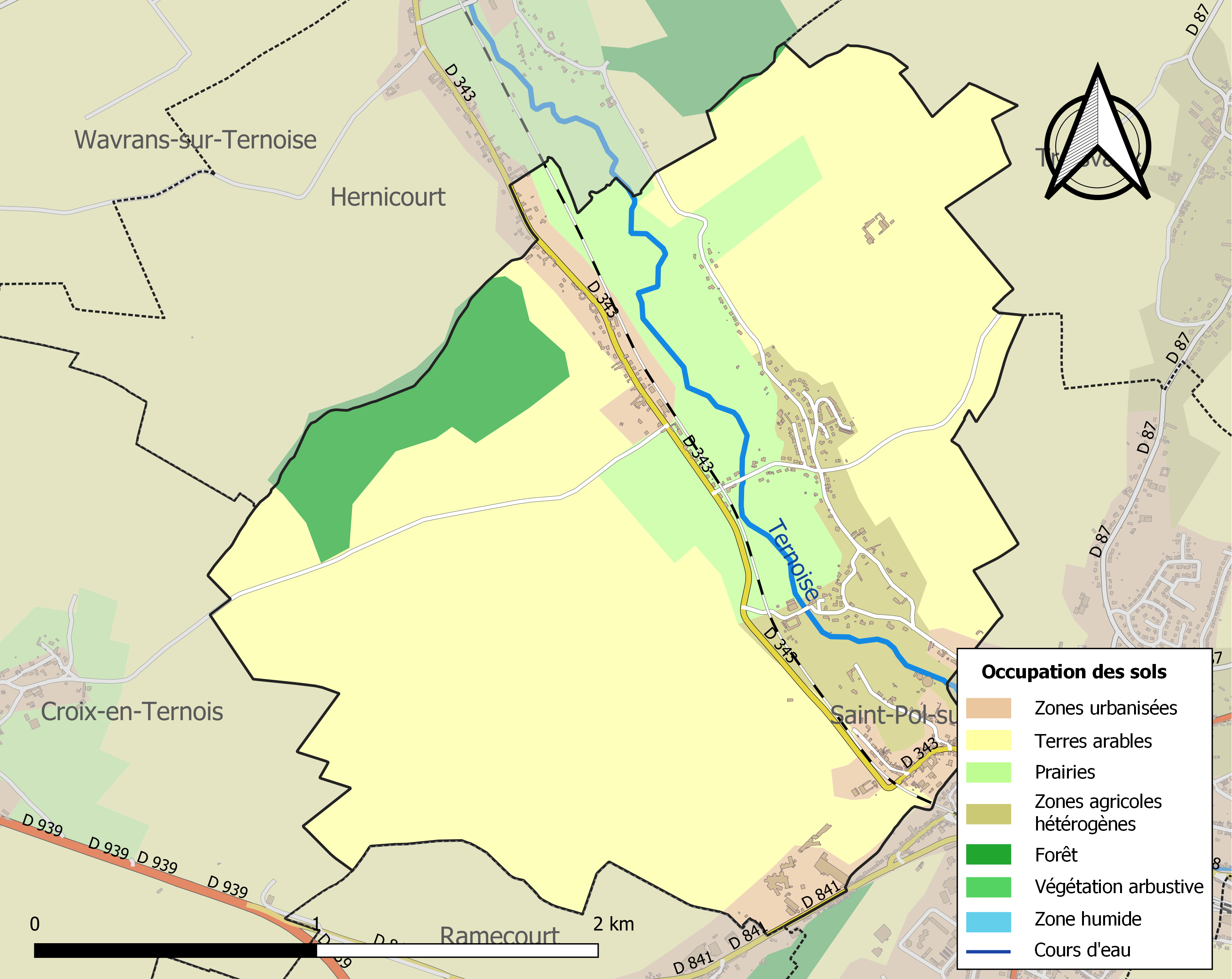
Carte des infrastructures et de l'occupation des sols de la commune en 2018 (CLC).

### Voies de communication et transports

#### Voies de communication
La commune est desservie par la route départementale D 343.

#### Transport ferroviaire
La commune est proche de la gare de Saint-Pol-sur-Ternoise (commune limitrophe), située sur les lignes de Saint-Pol-sur-Ternoise à Étaples et d'Arras à Saint-Pol-sur-Ternoise, desservie par des trains TER Hauts-de-France.

## Toponymie

### Gauchin-Verloingt
Le nom de la localité est attesté sous les formes Verloing Gauchin en 1793 ; Gauchin-Verloing et Gauchin-Verloingt depuis 1801.

#### Gauchin
Le nom de la localité est attesté sous les formes Galcin en 1173 (cartulaire de Saint-Josse, f° 4 v°), Galci au XIIe siècle (cartulaire de Saint-Georges, f° 24 v°), Gaucin en 1232 (abb. de Cercamp, c. III), Gauchain au XVIIIe siècle (Cass.).

#### Verloingt
Le nom de la localité est attesté sous les formes Velloing en 1379 (ch. d’Art., A. 773), Veloing en 1385 (ch. d’Art., A. 803), Verloing en 1444 (cart. des charitables de Béth., f° 1), Werloing en 1439 (cart. des chartrses de Gosnay, t. I, f° 170 r°), Warloing en 1469 (Arch. nat., J. 1003, f° 17 r°), Verloin au XVIIIe siècle (Cass.).

## Histoire
En 1649, Charles de Bryas, est élevé comte de Brias, en y joignant les terres de Bristol, Croisneaux, Grossart, Rolancourt, Hernicourt, Saint-Martin, Glise, Betonval, Lannoy et Gauchain.

## Politique et administration

### Découpage territorial
La commune se trouve, depuis 1926, dans l'arrondissement d'Arras du département du Pas-de-Calais, auparavant, depuis 1801, elle se trouvait dans l'arrondissement de Saint-Pol.

#### Commune et intercommunalités
La commune faisait partie de la communauté de communes du Saint-Polois créée fin 1995.
Dans le cadre de la réforme des collectivités territoriales françaises, par la loi de réforme des collectivités territoriales du 16 décembre 2010 (dite loi RCT)  destinée à permettre notamment l'intégration de la totalité des communes dans un EPCI à fiscalité propre, la suppression des enclaves et discontinuités territoriales et les modalités de rationalisation des périmètres des établissements publics de coopération intercommunale et des syndicats mixtes existants, cette intercommunalité fusionne avec sa voisine, la communauté de communes du pays d'Heuchin, formant le 1er janvier 2013 la communauté de communes des Vertes Collines du Saint-Polois.
Un nouveau mouvement de regroupement intercommunal intervient dans le cadre des dispositions de la loi portant nouvelle organisation territoriale de la République (Loi NOTRe) du 7 août 2015, qui prévoit que les établissements publics de coopération intercommunale (EPCI) à fiscalité propre doivent avoir un minimum de 15 000 habitants. À l'initiative des intercommunalités concernées, la Commission départementale de coopération intercommunale (CDCI) adopte le 26 février 2016 le principe de la fusion de : 

- la communauté de communes de l'Auxillois, regroupant seize communes dont une de la Somme et 5 217 habitants ;

- la communauté de communes de la région de Frévent, regroupant douze communes et 6 567 habitants ;

- de la communauté de communes des Vertes Collines du Saint-Polois, regroupant 58 communes et 19 585 habitants

- de la communauté de communes du Pernois, regroupant 18 communes et 7 114 habitants. Le schéma départemental de coopération intercommunale (SDCI), intégrant notamment cette évolution, est approuvé par un arrêté préfectoral du 30 mars 2016,.
La communauté de communes du Ternois, qui résulte de cette fusion et dont la commune fait désormais partie, est créée par un arrêté préfectoral qui a pris effet le 1er janvier 2017.

#### Circonscriptions administratives
La commune fait partie, depuis 1801, du canton de Saint-Pol-sur-Ternoise. Dans le cadre du redécoupage cantonal de 2014 en France, la composition de ce canton est modifiée et regroupe désormais 88 communes, dont Gauchin-Verloingt.

#### Circonscriptions électorales
Pour l'élection des députés, la commune fait partie de la première circonscription du Pas-de-Calais.

### Élections municipales et communautaires

#### Liste des maires
| Période                                  | Période                  | Identité             | Étiquette | Qualité                                              |
| ---------------------------------------- | ------------------------ | -------------------- | --------- | ---------------------------------------------------- |
| Les données manquantes sont à compléter. |                          |                      |           |                                                      |
| 1989                                     | 4 juillet 2020           | Jean-Michel Saloppe  |           | Retraité de La Poste Réélu pour le mandat 2014-2020, |
| 4 juillet 2020                           | 13 mars 2023 (démission) | Jean-Jacques Hochart |           | Ancien cadre,                                        |
| 13 mars 2023                             | En cours                 | Dominique Crépy      |           | Professeur des écoles, ancien premier adjoint        |

### Politique locale
La municipalité décide en 2014 de la tenue d'un référendum local en vue de déterminer s'il convient de réhabiliter l'église, fermée depuis 2012, et dont le coût serait de l'ordre de 870 000 €, selon un devis de 2008, ce qui se traduirait par une augmentation de la fiscalité locale de l'ordre de 20 %,. Ce référendum, qui s'est tenu en février 2015, a vu la victoire des partisans de la réhabilitation par 167 bulletins pour, 145 contre et sept bulletins nuls et un taux de participation de 59,74 %. Quatre ans après, le chantier n'était toutefois pas engagé, la municipalité recherchant des subventions pour financer le chantier.

## Équipements et services publics

### Enseignement
La commune est située dans l'académie de Lille et dépend, pour les vacances scolaires, de la zone B.
Elle administre l'école primaire « le Val Fleuri ».

### Santé
La commune dispose d'une maison de santé avec des médecins généralistes, infirmières, Kinésithérapeute, etc..

### Justice, sécurité, secours et défense
La commune dépend du tribunal judiciaire d'Arras, du conseil de prud'hommes d'Arras, de la cour d'appel de Douai, du tribunal de commerce d'Arras, du tribunal administratif de Lille, de la cour administrative d'appel de Douai, du pôle nationalité du tribunal judiciaire d’Arras et du tribunal pour enfants d'Arras.

## Population et société

### Démographie
Les habitants de la commune sont appelés les Gauchinois.

#### Évolution démographique
L'évolution du nombre d'habitants est connue à travers les recensements de la population effectués dans la commune depuis 1793. Pour les communes de moins de 10 000 habitants, une enquête de recensement portant sur toute la population est réalisée tous les cinq ans, les populations de référence des années intermédiaires étant quant à elles estimées par interpolation ou extrapolation. Pour la commune, le premier recensement exhaustif entrant dans le cadre du nouveau dispositif a été réalisé en 2006.

En 2022, la commune comptait 781 habitants, en évolution de −7,68 % par rapport à 2016 (Pas-de-Calais : −0,72 %, France hors Mayotte : +2,11 %).
| 1793 | 1800 | 1806 | 1821 | 1831 | 1836 | 1841 | 1846 | 1851 |
| ---- | ---- | ---- | ---- | ---- | ---- | ---- | ---- | ---- |
| 250  | 166  | 251  | 295  | 305  | 299  | 321  | 315  | 322  |

| 1856 | 1861 | 1866 | 1872 | 1876 | 1881 | 1886 | 1891 | 1896 |
| ---- | ---- | ---- | ---- | ---- | ---- | ---- | ---- | ---- |
| 296  | 293  | 350  | 342  | 360  | 359  | 389  | 423  | 415  |

| 1901 | 1906 | 1911 | 1921 | 1926 | 1931 | 1936 | 1946 | 1954 |
| ---- | ---- | ---- | ---- | ---- | ---- | ---- | ---- | ---- |
| 403  | 414  | 410  | 452  | 428  | 416  | 422  | 426  | 379  |

| 1962 | 1968 | 1975 | 1982 | 1990 | 1999 | 2006 | 2011 | 2016 |
| ---- | ---- | ---- | ---- | ---- | ---- | ---- | ---- | ---- |
| 383  | 396  | 465  | 592  | 801  | 825  | 908  | 864  | 846  |

| 2021 | 2022 | - | - | - | - | - | - | - |
| ---- | ---- | - | - | - | - | - | - | - |
| 796  | 781  | - | - | - | - | - | - | - |

#### Pyramide des âges
La population de la commune est relativement âgée.
En 2018, le taux de personnes d'un âge inférieur à 30 ans s'élève à 28,0 %, soit en dessous de la moyenne départementale (36,7 %). À l'inverse, le taux de personnes d'âge supérieur à 60 ans est de 37,9 % la même année, alors qu'il est de 24,9 % au niveau départemental.
En 2018, la commune comptait 382 hommes pour 453 femmes, soit un taux de 54,25 % de femmes, largement supérieur au taux départemental (51,50 %).
Les pyramides des âges de la commune et du département s'établissent comme suit.
| Hommes | Classe d’âge | Femmes |
| ------ | ------------ | ------ |
| 3,9    | 90 ou +      | 8,4    |
| 12,0   | 75-89 ans    | 20,0   |
| 16,3   | 60-74 ans    | 14,3   |
| 22,1   | 45-59 ans    | 20,0   |
| 12,6   | 30-44 ans    | 13,6   |
| 17,6   | 15-29 ans    | 10,6   |
| 15,5   | 0-14 ans     | 13,1   |

| Hommes | Classe d’âge | Femmes |
| ------ | ------------ | ------ |
| 0,5    | 90 ou +      | 1,6    |
| 5,6    | 75-89 ans    | 8,9    |
| 16,7   | 60-74 ans    | 18,1   |
| 20,2   | 45-59 ans    | 19,2   |
| 18,9   | 30-44 ans    | 18,1   |
| 18,2   | 15-29 ans    | 16,2   |
| 19,9   | 0-14 ans     | 17,9   |

## Culture locale et patrimoine

### Lieux et monuments
- L'église Saint-Vaast[54]. Elle héberge deux éléments patrimoniaux classés ou inscrits au titre d'objet des monuments historiques dont un est classé[55].
- Le monument aux morts[56].

### Personnalités liées à la commune
- Michèle Battut, artiste peintre née en 1946, passa son enfance à Gauchin-Verloingt, son père l'architecte Jean-Frédéric Battut œuvrant alors à la reconstruction du Ternois ruiné par la Seconde Guerre mondiale.

### Héraldique
| Blason de Gauchin-Verloingt | Blason  | De sinople à la bande d'argent.                                     |
| Blason de Gauchin-Verloingt | Détails | Armes de la famille de Verloing. Adopté par le conseil a municipal. |

## Pour approfondir